# La Llagonne
La Llagonne en idioma francés y oficialmente, la Llaguna en catalán, es una localidad  y comuna francesa, situada en el departamento de Pirineos Orientales en la región de Languedoc-Rosellón y comarca histórica del Capcir en la confluencia con la de la Alta Cerdaña.
A sus habitantes se les conoce por el gentilicio de llagunats.

## Geografía

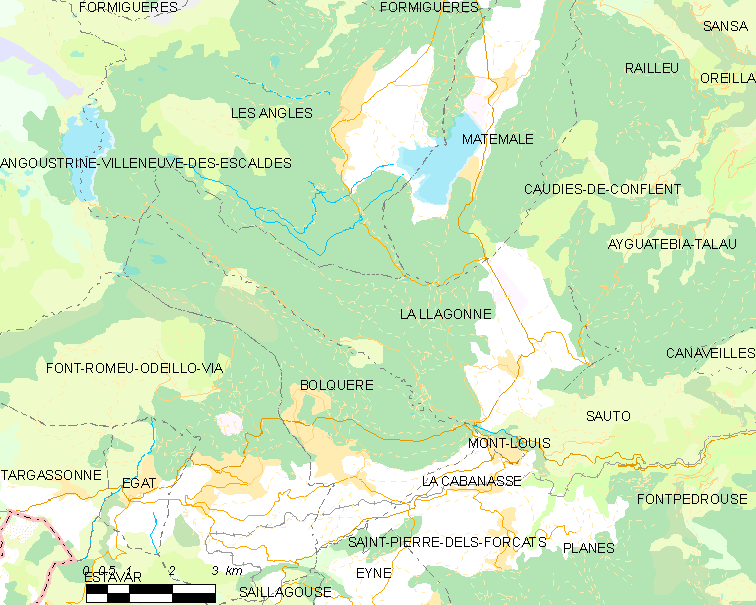
Situación de La Llagonne

## Demografía
| 157 | 164 | 138 | 214 | 243 | 263 |
| Para los censos de 1962 a 1999 la población legal corresponde a la población sin duplicidades (Fuente: INSEE [Consultar]) |     |     |     |     |     |

## Lugares de interés
- Estación de esquí nórdico.
- Pequeña estación de esquí alpino.
- Aeródromo de La Quillane.